# Astri Ertzgaard
Astri Ayo Lakeri Ertzgaard (* 28. März 2002) ist eine norwegische Leichtathletin, die sich auf den Sprint spezialisiert hat. Ihr Vater John Ertzgaard war ebenfalls als Leichtathlet aktiv.

## Sportliche Laufbahn
Erste Erfahrungen bei internationalen Meisterschaften sammelte Astri Ertzgaard beim Europäischen Olympischen Jugendfestival (EYOF) 2019 in Baku, bei dem sie in 54,56 s die Bronzemedaille im 400-Meter-Lauf gewann und mit der norwegischen Sprintstaffel (1000 m) in 2:11,21 min den fünften Platz belegte. 2021 schied sie dann bei den U20-Europameisterschaften in Tallinn über 400 m mit 54,98 s im Halbfinale aus und wurde mit der 4-mal-400-Meter-Staffel in 3:36,41 min Vierte. Im Jahr darauf startete sie mit der Staffel bei den Weltmeisterschaften in Eugene und schied dort mit 3:32,00 min im Vorlauf aus. 2023 belegte sie bei den U23-Europameisterschaften in Espoo in 52,95 s den siebten Platz über 400 Meter und gelangte mit der Staffel mit 3:31,51 min auf Rang fünf. Bei den World Athletics Relays 2024 in Nassau verpasste sie eine Direktqualifikations über 4-mal 400 Meter für die Olympischen Spiele. Anschließend schied sie bei den Europameisterschaften in Rom mit 52,82 s im Halbfinale über 400 Meter aus und verpasste mit der Staffel mit 3:26,05 min den Finaleinzug. Im August schied sie bei den Olympischen Sommerspielen in Paris mit der Staffel mit 3:28,61 min ebenfalls im Vorlauf aus.
2025 schied sie bei den Halleneuropameisterschaften in Apeldoorn mit 53,21 s in der ersten Runde über 400 Meter aus.
In den Jahren 2019 und 2020 wurde Ertzgaard norwegische Hallenmeisterin in der 4-mal-200-Meter-Staffel sowie 2024 über 400 Meter. Zudem wurde sie 2024 auch Landesmeisterin in der Sprintstaffel über 1000 Meter.

## Persönliche Bestleistungen
- 400 Meter: 52,26 s, 18. Juli 2024 in Oslo
  - 400 Meter (Halle): 53,21 s, 7. März 2025 in Apeldoorn